# Pupri
Pupri är en ort i Indien.   Den ligger i distriktet Sitamarhi och delstaten Bihar, i den nordöstra delen av landet, 900 km öster om huvudstaden New Delhi. Pupri ligger 63 meter över havet och antalet invånare är 15 070.
Terrängen runt Pupri är mycket platt. Runt Pupri är det mycket tätbefolkat, med 1 361 invånare per kvadratkilometer. Det finns inga andra samhällen i närheten. Trakten runt Pupri består till största delen av jordbruksmark.